# 164207 Cardea
164207 Cardea è un asteroide near-Earth. Scoperto nel 2004, presenta un'orbita caratterizzata da un semiasse maggiore pari a 1,001265 UA e da un'eccentricità di 0,135936, inclinata di 13,652884ª rispetto all'eclittica. Ha un diametro di 0,163 km e un'albedo di 0,219.
È dedicato a Cardea, antica dea romana della salute, delle soglie e cardini della porta e delle maniglie, associata anche al vento.